# Sedum pachyphyllum

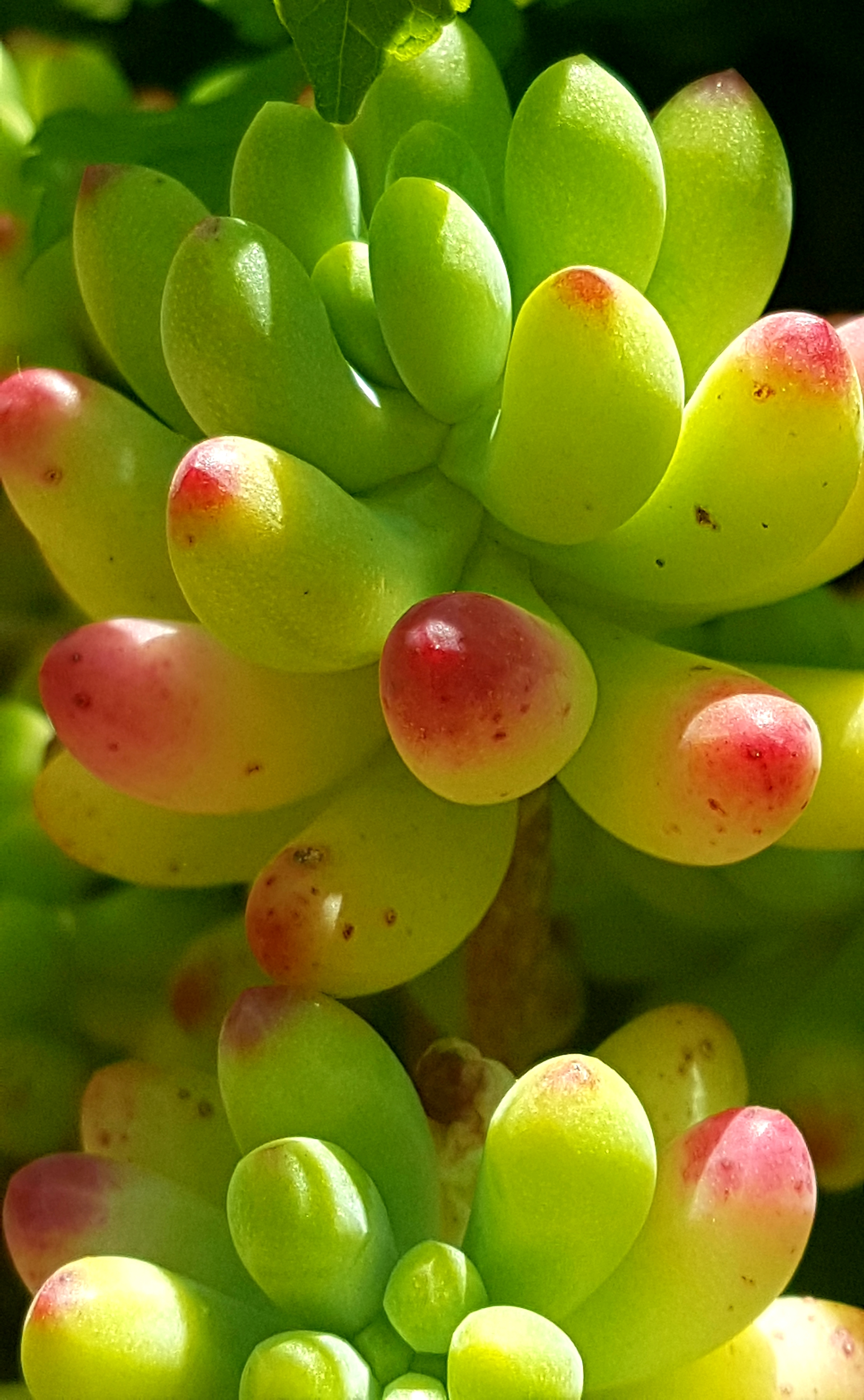
Planta jove

Sedum pachyphyllum és una espècie de planta suculenta del gènere Sedum (Crespinell), de la família de les Crassulaceae.

## Descripció
És un arbust petit, de fins a 30 cm d'alçada, amb fulles de color verd platejat, gelatinoses, semblants a mongetes al llarg de tiges curtes. S'estén al llarg del temps arrelant tiges i fulles caigudes que s'arrelen fàcilment formant una densa cobertura del sòl. Les plantes joves poden ser força compactes i florir essent força petites. Amb els anys es tornen malgirbades, en caure les fulles més velles, quedant la tija nua a la base.
Les tiges són llenyoses a la base, molt ramificades, verticals al principi, però després corbades i decumbents. Fins a 50 cm de llarg, però normalment menys, i estan nues a la meitat inferior. En temps de sequera, les tiges porten només un petit cúmul terminal de fulles.
Les fulles són curtes, gruixudes, amb forma de porra, de secció terete, una mica més petita per sota, majoritàriament terminals, apinyades, gairebé perpendiculars a la tija corbades cap amunt, de 1 a 4 cm de llarg i 6 a 10 mm de diàmetre. Són de color gris o verd clar amb una pruïna glauco-blavosa. Les puntes de les fulles solen tornar-se vermelles a l'hivern quan es mantenen seques o al sol.
Les inflorescències, en corimbe, amb tija erecta o reflexa, axil·lar, feble, d'uns 2 cm de llargada; inflorescència sèssil, cimosa.
Les flors, de pedicel curt o subsèssil, amb 5 sèpals amb la base lliure, molt estesos, esperonats, en forma de porra, molt gruixuts a la part superior, de color verd, obtusos i molt desiguals, el més llarg de 5 a 6 mm de llarg. 5 pètals de color groc, lliures a la base, sub-ovats, àmpliament estesos o inclús inclinats cap enrere, de 5 a 7 mm de llarg, una mica quillades al revers, en forma de cullera a l'anvers, mucronades. 10 estams grocs llargs. Els carpels inicialment erectes, grocs. Nectaris petits, més amples que llargs i gruixuts. Floreix a l'estiu.
Advertència: causa irritació de l'estómac si s'ingereix; irritació de la pell per contacte de saba.

## Ecologia
Planta endèmica dels estats Guanajuato, Hidalgo, Jalisco, Querétaro de Arteaga, San Luis Potosí, Zacatecas, de Mèxic. Creix en roques i penya-segats ombrívols, a 1900 - 2300 m d'altitud.

## Taxonomia
Sedum pachyphyllum va ser descrita per Joseph Nelson Rose i publicada a Contributions from the United States National Herbarium 13(9): 299, t. 58. 1911.

### Etimologia
Sedum: nom genèric provinent del llatí.
pachyphyllum: epítet format per la paraula llatina pachy = 'gruixut' i la paraula grega φύλλον 'phyllon' = 'fulla'.

### Sinonímia
- Sedum atypicum A. Berger (1930)

- Echeveria minutifoliata von Poellnitz (1935)